# Volksoper
Volksoper i Wien er et af den østrigske stat gennem et holdingselskab ejet teaterhus og -selskab, som opfører operetter, musicals, lettere operaforestillinger og balletter.
Teatret blev bygget i 1898 som Kaiser-Jubiläums-Stadttheater i anledning af kejser Franz Joseph 1.'s 50 års regeringsjubilæum. og var tænkt som et skuespilhus. Teatret var i de første år stærkt tynget af gæld og gik konkurs i 1903. 
Den nye ledelse tog opera og operette på repertoiret sammen med skuespillene. Bl.a. blev de første opførelser i Wien af Tosca og Salome (opera) givet på Volksoper i hhv. 1907 og 1910. Efterhånden opnåede Volksoper positionen som det næstvigtigste musikteater i Wien efter Wiener Staatsoper. 
I årene 1945-1955 var Volksoper hjemsted for Staatsoper-ensemblet, mens det under 2. verdenskrig stærkt beskadigede Staatsoper-hus blev genopbygget. 
Volksoper har 1.261 siddepladser, 72 ståpladser og to kørestolspladser.
Der gives i alt årligt ca. 300 opførelser af ca. 25 forestillinger. Volksoper har mere end 500 medarbejdere.
Blandt danske sangere/musikere, der har optrådt på Volksoper, kan nævnes:
- Sten Byriel
- Bo Boje Skovhus
- Niels Muus
- Morten Frank Larsen
- Dénise Beck

## Ekstern henvisning
- Volksoper – officiel website

48°13′29″N 16°20′59″Ø / 48.22472°N 16.34972°Ø